# Cueta puella
Cueta puella is een insect uit de familie van de mierenleeuwen (Myrmeleontidae), die tot de orde netvleugeligen (Neuroptera) behoort. 
Cueta puella is voor het eerst wetenschappelijk beschreven door Navás in 1913.